# Степпинг
Степпинг (от англ. stepping пошаговое изменение) —  номер версии изделия, в контексте компьютерного аппаратного обеспечения — номер версии архитектуры процессора или чипсета. Степпинг отражает новую аппаратную версию, которая не является пересмотром микроархитектуры и не содержит существенных изменений.  
В модифицированное изделие могут быть внесены улучшения или исправлены недочёты, например: . Часто при незначительных изменениях меняется номер степпинга (то есть С0 на С1), а при более существенных изменениях меняется буква (то есть A2 на B0).

## Степпинг процессора
Часто при производстве процессоров ядро впоследствии дорабатывают, исправляют имеющиеся ошибки, вносят изменения в энергосбережение, снижение тепловыделения, новые возможности и увеличение разгонного потенциала. Изменение процесса производства может дать повышение доли выхода годных кристаллов. Чем выше степпинг, тем лучше и стабильнее себя ведет процессор, но архитектура и технология производства остаются теми же. 
Для определения производственного процесса была разработана инструкция CPUID, с помощью которой можно получить значения Family, Model и Stepping. Это три шестнадцатеричных числа, последнее из которых и есть степпинг.
Определить CPUID процессора можно по маркировке процессора, у процессоров Intel по номеру sSpec.

## Программы для определения CPUID
- CPU-Z (Windows, Android)
- Everest и AIDA64 (Windows)
- Sandra (Windows)
- Astra32 (Windows)
- CrystalCPUID (Windows)

В операционных системах семейства GNU/Linux степпинг, наряду с остальными характеристиками процессора, можно определить из специального файла /proc/cpuinfo. Подобной утилите CPU-Z для этой операционной системы является CPU-G.